# 34100 Thapa
34100 Thapa è un asteroide della fascia principale. Scoperto nel 2000, presenta un'orbita caratterizzata da un semiasse maggiore pari a 2,3699569 au e da un'eccentricità di 0,1350903, inclinata di 6,76911° rispetto all'eclittica.